# Moulin Michel
Le moulin Michel est l'un des derniers moulins à eau du Québec au Canada. Il a été classé immeuble patrimonial en 1985.

## Localisation
Le moulin Michel est situé au 675, boulevard Bécancour à Bécancour, à 3 km à l'est du village de Gentilly. Le site appartient à la ville de Bécancour.

## Histoire
En vertu du régime seigneurial, le seigneur était dans l'obligation de construire un moulin à farine pour ses censitaires. Bien que concédée en 1647, la seigneurie de Gentilly n'avait toujours pas de moulin banal en 1734,. En 1734, l'intendant Gilles Hocquart ordonne à la seigneuresse Élisabeth Disy de faire construire un moulin. À l’échéance d'une seconde ordonnance, il permet au censitaire François Rivard dit Lavigne de construire un moulin et de percevoir le droit de mouture. Il sera construit vers 1740, l'année de la mort de Rivard, et son premier fils du même nom en a hérité. Le premier passe au feu en 1773. 
Gaspard-Joseph Chaussegros de Léry acheta progressivement la seigneurie de Gentilly entre 1772 et 1774. Il fait rebâtir le moulin en 1774. La famille Chaussegros de Léry conserve le moulin jusqu'en 1860, peu après abolition du régime seigneurial, où il le vend à Cyrille Grindler.
Entre 1860 et 1891, le moulin a été mis à l'enchère à deux reprises. Il est acquis en 1891 par Télesphore Leboeuf. Il passe ensuite trois autres générations de Leboeuf. La roue à godets est remplacée par une turbine en 1907. En 1937, Alfred Michel achète le moulin et l'exploite jusqu'en 1972. Il continue ensuite d'habiter le moulin. 
Le moulin Michel a été classé immeuble patrimonial le 17 mai 1985 et il a été acheté par la ville de Bécancour la même année. La ville entreprend alors la restauration du moulin qu'elle termine en 1989.

## Caractéristique

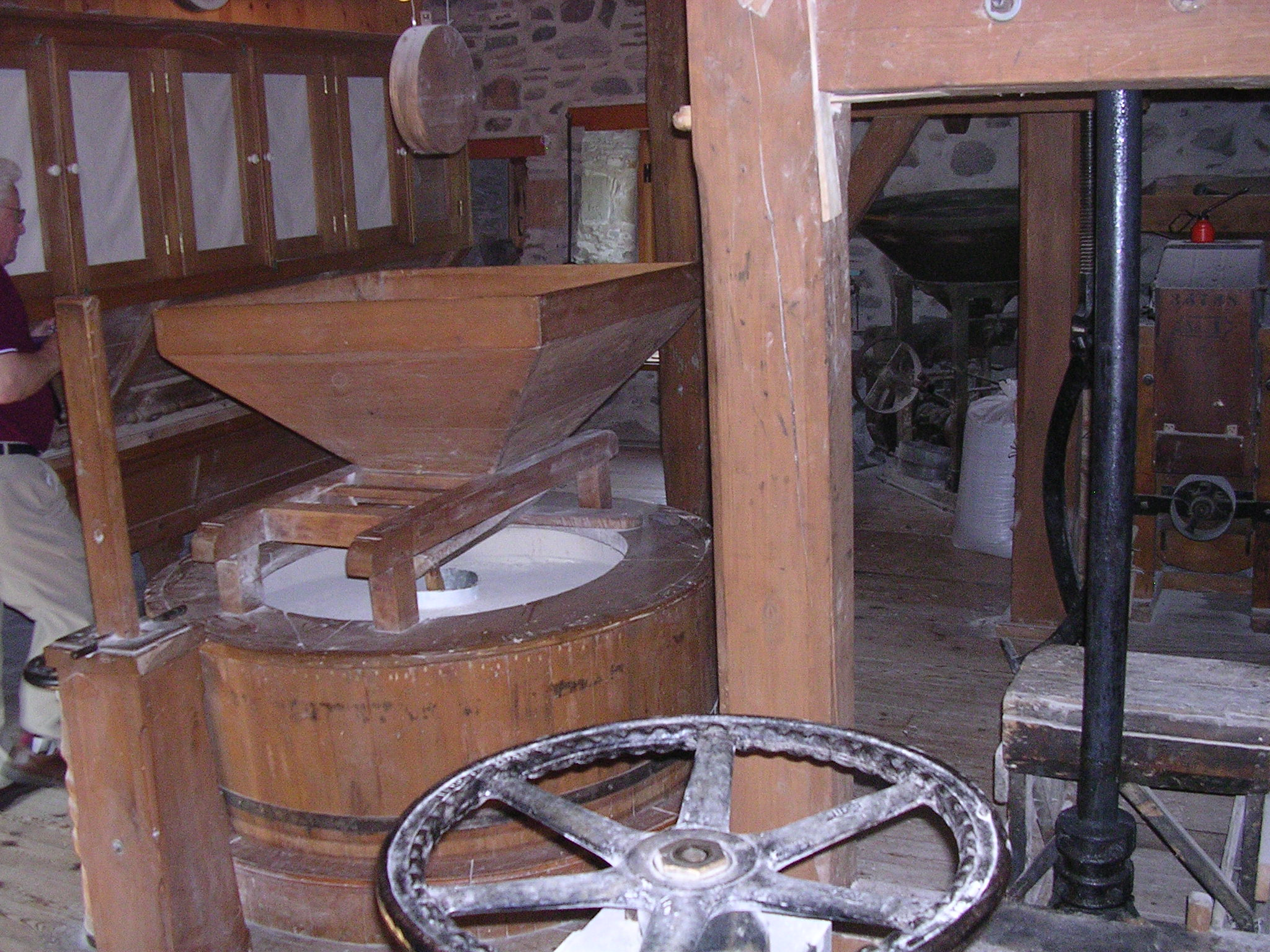
Moulange et bluteau du Moulin Michel de Gentilly à Bécancour

Le moulin a un plan d'inspiration française. Son plan est rectangulaire et il a une élévation d'un étage et demi et il est peu élevé par rapport au sol. Sa structure est en pierre. Il a un toit à pignon recouvert de bardeau de cèdre. Les ouvertures sont disposées de façon asymétrique. Elles ont de petits carreaux et des chambranle en bois.